# Tobey Maguire
Tobias Vincent Maguire (født 27. juni 1975) er en amerikansk skuespiller, bedst kendt for sin rolle som Peter Parker/Spider-Man i Spider-Man-trilogien.

## Tidlige liv
Maguire blev født i Santa Monica i California, USA. Hans forældre var kun 18 og 20, da de fik ham. Hans far Vincent Maguire var bygningsarbejder og kok. Hans mor Wendy Brown var sekretær, produktionsmanuskriptforfatter og producer.  Forældrene blev skilt, da Tobey var to år gammel, og han tilbragte meget af sin barndom med at flytte fra by til by og boede hos hver af sine forældre og andre familiemedlemmer.  En ung Tobey overvejede at blive kok og meldte sig til hjemkundskabsundervisning i sjette klasse.  Hans mor tilbød ham 100 dollars for at tage dramaundervisning i stedet, hvilket Tobey tog imod.

## Karriere

### Tidlig karriere
I begyndelsen af sine teenageår arbejde Maguire som børneskuespiller i reklamer, tv-programmer og spillefilm. En af hans første roller var som en statist i filmen The Wizard fra 1989. I denne periode kæmpede Maguire ofte om rollerne med en anden fremadstormende skuespiller, Leonardo DiCaprio. De blev venner og aftalte at hjælpe hinanden med at få roller i hinandens projekter. Efter en audition på en rolle i tv-serien Parenthood, som DiCaprio fik, optrådte Maguire således senere i en gæsterolle på DiCaprios anbefaling. På samme vis fik Maguire en mindre rolle i This Boy's Life, der havde DiCaprio i hovedrollen. Maguire tiltrak sig opmærksomhed med sin rolle i filmenThe Ice Storm fra 1997 instrueret af Ang Lee. Dette førte til en større variation af hovedroller, hvor han spillede en betænksom dreng på vej til at blive voksen i film som i Pleasantville, The Cider House Rules og Wonder Boys.
Ud over sit skuespil har Maguire også været producer på adskillige film, inklusive 25th Hour (2002), Whatever We Do (2003) og Seabiscuit (2003).
Han spillede Duane Parsons i Walker, Texas Ranger-afsnittet The Prodigal Son (1994).

### Spider-Man
I 2002 blev Maguire med ét superberømt, da han fik titelrollen i Sam Raimis Spider-Man, baseret på den populære Marvel Comics tegneserie. Han genoptog rollen i Spider-Man 2 (2004) og Spider-Man 3 (2007). I 2012 vender Spider-Man-serien tilbage, nu med Andrew Garfield i hovedrollen  som Spider-Man.

### EfterSpider-Man
Maguire cementerede sin berømmelse i 2003 med en hovedrolle som jockeyen John M. "Red" Pollard i den roste film Seabiscuit, om den berømte amerikanske væddeløbshest Seabiscuit. I 2006 spillede Maguire sin første skurkerolle som Corporal Patrick Tully overfor George Clooney og Cate Blanchett i Steven Soderberghs The Good German baseret på Joseph Kanons roman af samme navn.

## Privatliv
Maguire blev i april 2006 forlovet med Jennifer Meyer, datter af Universal Studios-chefen Ron Meyer; parret begyndte at komme sammen i 2003. De har en datter ved navn Ruby Sweetheart Maguire (født 10. november 2006). Rubys mellemnavn er Meyers barndomskælenavn, der blev givet til hende af hendes bedstemor, der døde få måneder før Rubys fødsel.
Maguire er veganer men dropper sommetider sin strenge diæt for at tage på eller tabe sig til en filmrolle.
Maguire kom tidligere sammen med skuespillerinden Rashida Jones.
I en artikel i Premiere Magazine bekræftede Sam Raimi et længerevarende rygte om, at Maguire og hans Spider-Man medspiller Kirsten Dunst skulle have haft "noget kørende" under optagelserne til den første film i 2001. Raimi sagde i artiklen: "Jeg er så dum, jeg mødtes med dem til aftensmad en aften under optagelserne for at snakke om den næste dags scener, og jeg sagde: 'Okay, så er mødet hævet.' Og så spurgte jeg Kirsten: 'Skal jeg køre dig hjem?' Og de så på hinanden, og hun sagde: 'Nej, nej, jeg skal spille et spil "Touch 10" med Tobey.' Et eller andet spil i hvert fald. Jeg tænkte:'Det var mærkeligt. Hun skal på arbejde i morgen'"
I 2004 deltog Maguire i en pokerturnering. Han har været højt placeret i flere turneringer og har modtaget undervisning af den professionelle spiller Daniel Negreanu. 

## Udvalgt filmografi
| År   | Titel                          | Rolle                              | Notater                                                               |
| ---- | ------------------------------ | ---------------------------------- | --------------------------------------------------------------------- |
| 1989 | The Wizard                     | Lucas' "goon" i "Video Armageddon" |                                                                       |
| 1992 | Great Scott!                   | Scoot Melrod                       |                                                                       |
| 1993 | This Boys Life                 | Chuck Bolger                       |                                                                       |
| 1994 | Healer                         | Teenager                           |                                                                       |
| 1994 | Revenge of the red Baron       | Jimmy Spencer                      |                                                                       |
| 1995 | Empire Records                 | Andre                              |                                                                       |
| 1996 | Joyride                        | J.T.                               |                                                                       |
| 1997 | The Ice Storm                  | Paul Hood                          |                                                                       |
| 1997 | Deconstructing Harry           | Harvey Stern/Rollen som Harry      |                                                                       |
| 1998 | Fear and Loathing in Las Vegas | Blaffer                            |                                                                       |
| 1998 | Pleasantville                  | David                              | Saturn Award vinder: Best Younger Actor                               |
| 1999 | Ride with the Devil            | Jake Roedel                        |                                                                       |
| 1999 | Æblemostreglementet            | Homer Wells                        |                                                                       |
| 2000 | Wonder Boys                    | James Leer                         |                                                                       |
| 2001 | Don's Plum                     | ?                                  | Sort-hvid film. Blev blokeret i USA og Canada af DiCaprio og Maguire. |
| 2001 | Hund og kat imellem            | Beaglen Lou (stemme)               |                                                                       |
| 2002 | Spider-Man                     | Peter Parker / Spider-Man          |                                                                       |
| 2003 | Seabiscuit                     | Red Pollard                        |                                                                       |
| 2004 | Spider-Man 2                   | Peter Parker / Spider-Man          | Saturn Award vinder: Best Actor                                       |
| 2006 | The Good German                | Lt. Patrick Tully                  |                                                                       |
| 2007 | Spider-Man 3                   | Peter Parker / Spider-Man          |                                                                       |
| 2008 | Tropic Thunder                 | Sig selv                           | Cameo i en opdigtet trailer til filmen "Satans Alley".                |
| 2009 | Brothers                       | Sam Cahill                         |                                                                       |
| 2013 | Den store Gatsby               | Nick Carraway                      |                                                                       |
| 2014 | Pawn Sacrifice                 | Bobby Fischer                      |                                                                       |
| 2021 | Spider-Man: No Way Home        | Peter Parker / Spider-Man          |                                                                       |
| 2022 | Babylon                        | James McKay                        |                                                                       |

## Fodnoter
1. ↑  "ContactMusic". MAGUIRE'S MOTHER LAUNCHES ASIAN SEX TRADE CRUSADE. Hentet 24. august 2006.
2. ↑  Tobey Maguire: A Tired Super-Hero Arkiveret 29. april 2007 hos  Wayback Machine, The Independent, published April 27, 2007; retrieved May 1, 2007.
3. ↑  Tobey Maguire: A Thoughtful Spider-Man Arkiveret 6. april 2013 hos  Wayback Machine, published May 2, 2002; retrieved May 1, 2007.
4. ↑  "It's Official! Andrew Garfield to Play Spider-Man!". ComingSoon.net. 1. juli 2010. Arkiveret fra originalen 9. maj 2022. Hentet 1. juli 2010.
5. ↑  Tobey Maguire, Jennifer Meyer Have A Girl Arkiveret 11. december 2006 hos  Wayback Machine,  People Magazine, published November 11, 2006; retrieved May 1, 2007
6. ↑  The Secrets of Spider-Man 3 Arkiveret 4. juni 2007 hos  Wayback Machine, Premiere Magazine, January/February 2007 issue, retrieved May 1, 2007.